# Giuseppe Nicolosi
Giuseppe Nicolosi (Roma, 14 dicembre 1901 – Roma, 27 ottobre 1981) è stato un ingegnere, architetto e urbanista italiano.

## Biografia

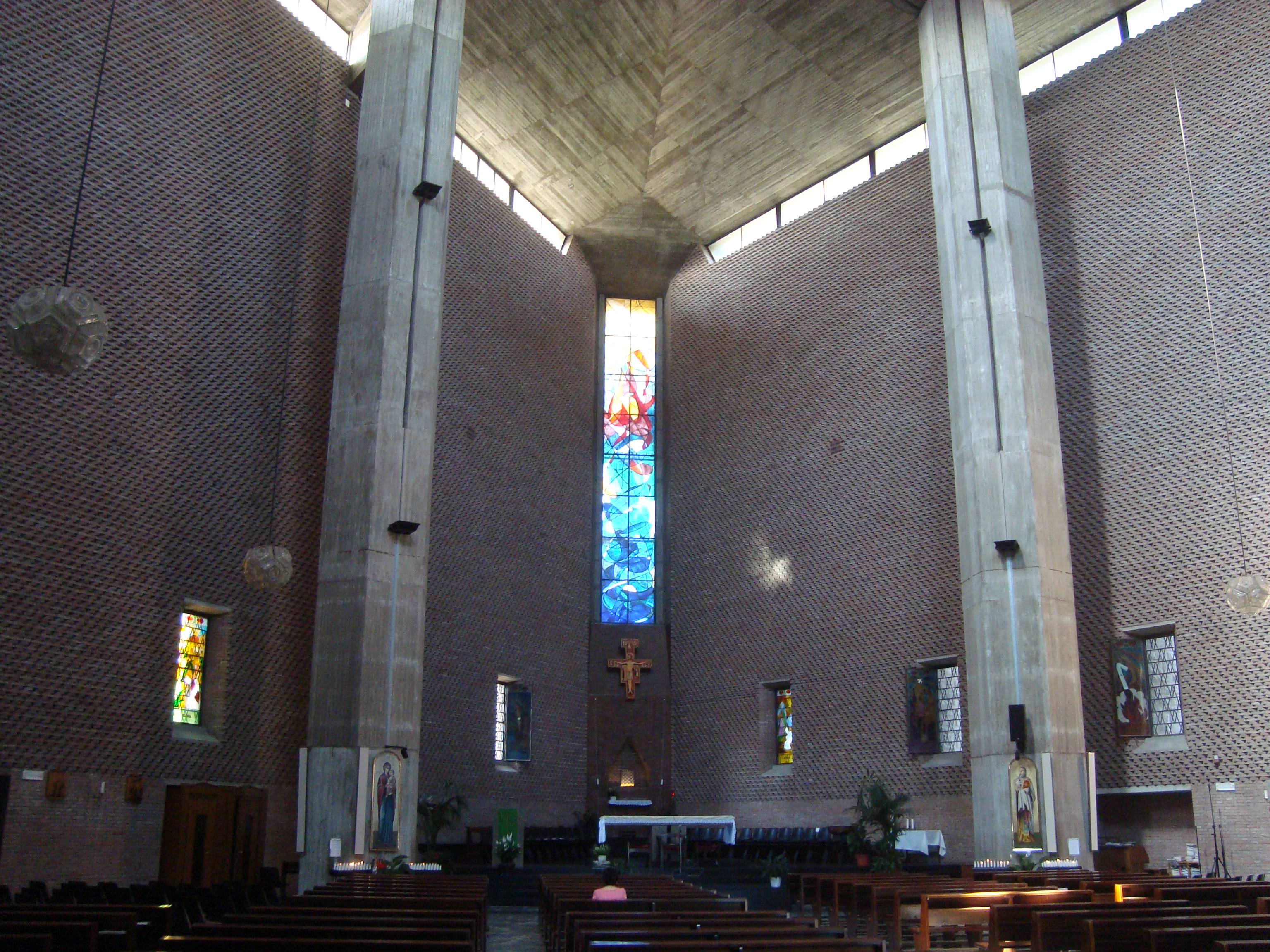
L'interno della chiesa di San Policarpo a Roma

Dopo aver conseguito la maturità classica nel 1924 si laureò a pieni voti in Ingegneria Civile alla Regia Scuola di ingegneria (titolo che all'epoca corrispondeva anche al dottorato in Architettura), per poi intraprendere la carriera accademica come assistente volontario di Gustavo Giovannoni alla cattedra di Composizione architettonica, ruolo che mantenne continuando a collaborare, dal 1926 al 1937, con Arnaldo Foschini.
Nel frattempo aveva intrapreso la carriera professionale nello studio di Alberto Calza Bini, che lo introdusse all'ICP (Istituto Case Popolari), dove iniziò un'approfondita ricerca sulla residenza popolare che divenne il fulcro di larga parte della sua attività progettuale.
Nel 1931 aderì al RAMI (Raggruppamento architetti moderni italiani), sorto in aperta opposizione alle radicali proposte avanzate dal MIAR (Movimento italiano architettura razionale), e con Luigi Ciarrocchi, Mario De Renzi, Mario Marchi, Luigi Moretti, Mario Paniconi, Giulio Pediconi, Concezio Petrucci, Mario Serio, Mosè Tufaroli firmò l'articolo Per la nuova architettura italiana (apparso sulle pagine de Il Tevere il 2 maggio 1931), a tutti gli effetti il manifesto programmatico del gruppo.
Negli anni '30 portò a termine la realizzazione di numerosi alloggi popolari nelle nuove città di Latina e Guidonia. In quest'ultima realizzò anche i progetti per la piazza del Comune (in collaborazione con Alberto Calza Bini) e per il municipio.
Nel dopoguerra avviò una lunga collaborazione con l'INA-Casa, realizzando edifici nel quartiere Tuscolano a Roma e a Cassino, città rasa al suolo nella Seconda Guerra Mondiale, per la quale realizzò dapprima Piano di Ricostruzione ed in seguito, nel 1962, il nuovo PRG.
Dal 1945 fu membro del Consiglio Superiore delle Antichità e Belle Arti; esperto urbanista del Comitato Tecnico Amministrativo del Provveditorato alle Opere Pubbliche del Lazio; membro della Commissione per la preparazione delle norme dei Piani di Ricostruzione presso il Ministero dei Lavori Pubblici; membro della Commissione Urbanistica del Comune di Roma; membro del Consiglio Direttivo dell'Unione Internazionale Architetti (UIA); membro della Commissionedell'UIA per la Formazione dell'Architetto; relatore per l'Italia a diversi Congressi internazionali della stessa Unione; membro della Commissione Edilizia presso il Comune di Roma; membro della Commissione per lo studio dei Piani Particolareggiati di Roma presso il Ministero dei Lavori Pubblici.
Fu vincitore di un concorso indetto dal governo tunisino. Aprì fino al 1968 uno studio a Biserta (Tunisia), dove elaborò piani urbanistici e progetti architettonici per il Comprensorio della Tunisia del Nord.
Nel frattempo, dal 1948, aveva avviato una proficua collaborazione con l'Università di Perugia, che si protrasse fino al termine della sua carriera professionale, nel 1975. Il rettore Giuseppe Rufo Ermini gli affidò, infatti, l'ambizioso programma edilizio che prevedeva la realizzazione di tutte le strutture necessarie all'Ateneo umbro.
All'attività professionale affiancò sempre quella didattica. Insegnò Tecnica urbanistica, presso l'Università di Bologna, dove divenne professore ordinario di Architettura e composizione architettonica e docente di Composizione architettonica nella Facoltà d'Ingegneria della Sapienza di Roma fino al 1971.

## Il pensiero

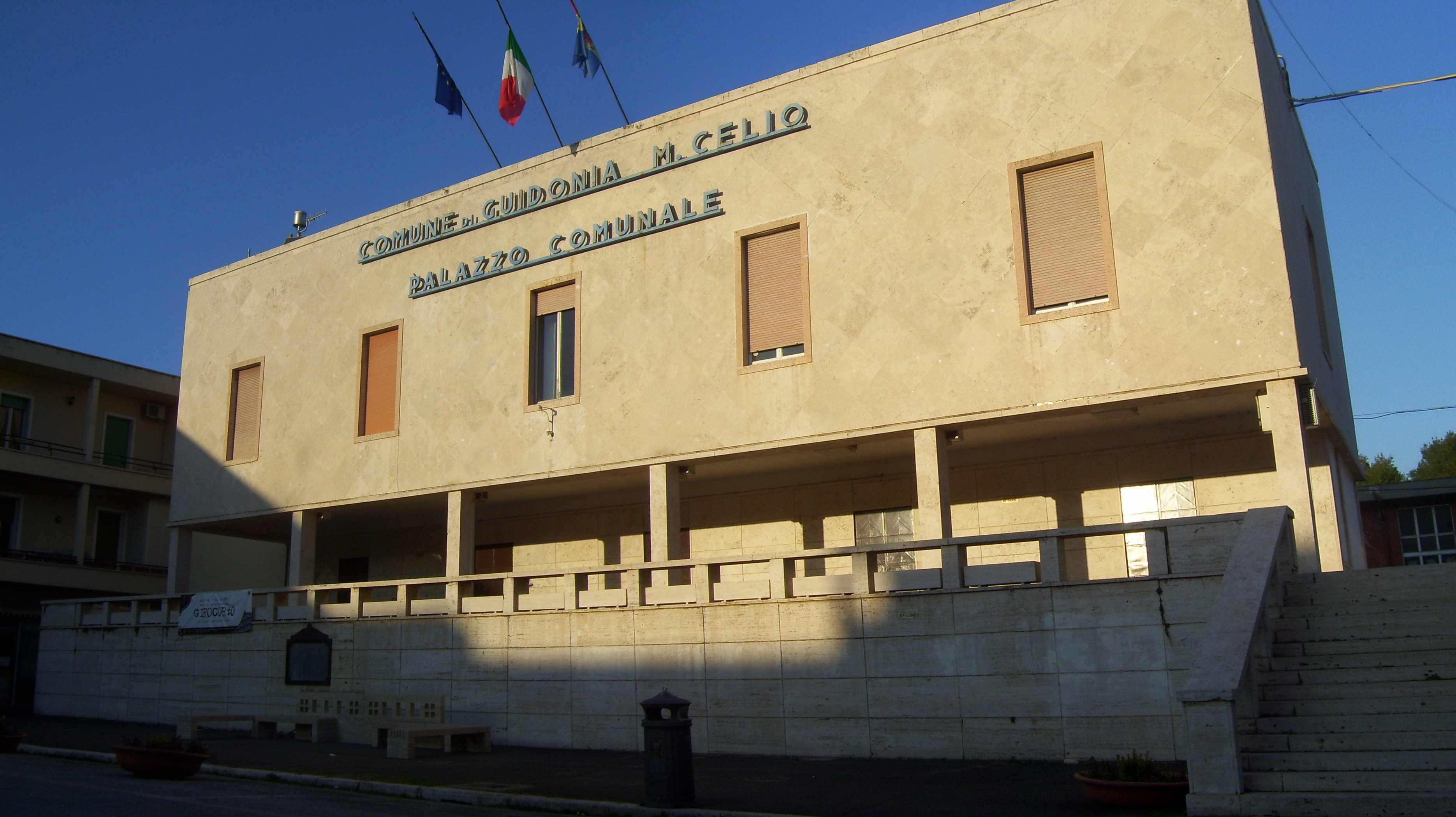
Il municipio di Guidonia Montecelio

Nel 1958 Nicolosi pubblica un libretto dal titolo semplice ed essenziale Architettura e Urbanistica che, in realtà, è la trascrizione di un suo “corso radiofonico” andato in onda nella rubrica RAI “Classe Unica” del febbraio 1958, finalizzato a spiegare l'architettura ai non addetti ai lavori. In esso è possibile riassumere il suo pensiero.
L'atmosfera di fondo è quella “razionalista”. Il contrapporre alla forza penetrante ed esclusiva del raziocinio, valido in ogni caso e in ogni dove, quella personale dell'intuizione, che sa cogliere sfumature diverse della realtà umana, costituisce il leitmotiv del pensiero nicolosiano e, nel tempo stesso, elemento di sottile contrasto con i principi più ortodossi della dottrina razionalista. Un altro elemento di contraddizione con il credo razionalista è dato dall'interpretazione dell'architettura come “pietrificazione” di cultura del passato; Nicolosi aborrisce fin dagli anni trenta, in pieno Novecentismo, gli sventramenti urbani e propende per un decoroso recupero dell'edilizia storica.

## Lo stile
Nicolosi, opera nell'arco di cinquant'anni, dal 1925 al 1975, in un lasso di tempo segnato da vicende che hanno rivoluzionato le espressioni formali e tecniche dell'architettura del Novecento. Formatosi all'interno dell'accademia,è partecipe del rinnovamento razionalista italiano e, di qui, realizza una nutrita serie di edifici, in gran parte pubblici, contraddistinti da un carattere in cui si fondono logica formale e costruttiva. La sua adesione al razionalismo, comunque, fu sempre mediata da una profonda riflessione sui problemi reali legati all'abitare e ai termini concreti della produzione edilizia.
Nelle proposte per la residenza economica e popolare a Roma e Latina, ma più ancora nelle realizzazioni degli edifici pubblici di Guidonia, si possono notare i tratti identificativi che si svilupperanno con piena riconoscibilità nelle opere realizzate dal primo dopoguerra fino alla metà degli anni settanta. Le architetture di Guidonia, singolarmente, possono essere collocate come conclusione di un percorso progettuale e, allo stesso tempo, come inizio di un altro, più ricco di suggestioni, in cui il primitivo rigore geometrico e formale si stempera nel superamento dell'astrazione e nel radicamento al “luogo” e alla “storia”, sommandosi ad esso il gioco chiaroscurale della luce sulle superfici rese materiche dalle apparecchiature murarie, in vista, e dalla trama delle intelaiature in calcestruzzo trattato alle volte, come nel caso dell'Aula Magna di Perugia, alla stregua di una pietra naturale cui è fatto assomigliare con una lavorazione alla martellina e alla bocciarda.
L'uso del laterizio a faccia vista, che caratterizzerà generalmente in Italia molte architetture del dopoguerra raccogliendo indubbiamente le istanze di un'architettura nordica, e che spesso si manifesterà come semplice rivestimento di tamponature, in Nicolosi rimanda ai caratteri di architetture lontane nel tempoche gli forniscono motivo di un costante riferimento, non solo tipologico, ai valori della storia e degli insediamenti di epoca comunale nell'analogia con le facciate incompiute delle chiese medioevali.
Non è improprio riferire la ricca produzione architettonica di Nicolosi, dal dopoguerra alla conclusione della sua attività professionale, ad un continuo confluire di due componenti: la conformazione e la composizione degli spazi come modificazione di altri di un lontano passato, tratti da una attenta rilettura critica della storia dell'architettura italiana, ed un'altrettanto originale riproposizione delle nude masse costruttive murarie, sia pure compresenti alle nuove ossature in calcestruzzo armato.

## Archivio
L'archivio di Giuseppe Nicolosi, conservato dagli eredi a Roma, è stato dichiarato di interesse storico particolarmente importante con decreto del Direttore regionale per i Beni Culturali del Lazio del 4.10.2010, su proposta del Soprintendente archivistico per il Lazio. Nel 2013 è stato avviato un intervento di riordinamento e riproduzione del fondo coordinato dalla Soprintendenza archivistica, nell'ambito di un più ampio progetto di valorizzazione della figura e dell'opera dell'ingegnere, che vede la partecipazione degli eredi e dell'Ordine degli architetti di Roma. Il fondo comprende una cospicua documentazione: elaborati grafici, fotografie, relazioni, scritti e documenti attinenti ai progetti e all'attività didattica e scientifica dell'ingegnere; sono presenti anche pubblicazioni varie tra cui relazioni di progetti, estratti e riviste (anni '30 - metà anni '70). Nel complesso è presente documentazione relativa ad oltre 260 progetti.
Tra il 2014 e il 2015, in seguito alla morte di Vincenza Vergine, moglie dell'ingegner Nicolosi, nell'archivio è pervenuta ulteriore documentazione: album fotografici, faldoni degli scritti, appunti di vario genere (per lezioni universitarie, per pubblicazioni etc.). All'archivio è annessa la biblioteca personale di Nicolosi.

## Principali progetti e realizzazioni
- 1925: restauro della Chiesa e del Collegio di Alvito.
- 1927: villino Ramazzotti all'Aventino a Roma.
- 1928-1934: realizzazione di edifici residenziali, casa del Fascio, mercato coperto e riordino del Piano Regolatore per la Borgata Giardino Garbatella a Roma.
- 1929: primo premio al concorso per il Piano Regolatore Generale (in collaborazione con il G.U.R.) di Arezzo.
- 1930: primo premio al concorso per il Piano Regolatore Generale (in collaborazione con il G.U.R.) di Cagliari.
- 1931: primo premio ex aequo al concorso per il Palazzo degli Uffici del Ministero dei Lavori Pubblici (in collaborazione con M. Paniconi, G. Pediconi) di Bari.
- 1936: realizzazione di edifici residenziali, del Palazzo del Comune, della caserma dei Carabinieri a Guidonia.
- 1936: realizzazione di case popolari a Latina.
- 1942: realizzazione della Facolta di Lettere dell'Università di Bologna.
- 1945-1955: realizzazione del Piano Regolatore Generale per la ricostruzione della città, del Palazzo di Giustizia, dell'edificio INA-Casa, dell'edificio postale, di edifici popolari e della chiesa di San Giovanni Battista (Sant'Angelo in Theodice) a Cassino.
- 1948-1975: realizzazione di numerosi edifici per l'Università di Perugia: Aula Magna e Biblioteca, Istituto di Agraria e Agronomia, Case dello Studente, Istituti di Anatomia e Fisiologia, Istituto di Anatomia Patologica, Istituti di Chimica, Facoltà di Economia e Commercio, restauro per la Facoltà di Magistero, piscina dell'Università, campus delle cliniche universitarie, Dipartimenti di Fisica e Matematica, Facoltà di Ingegneria, Dipartimento di Scienze e Tecnologie Alimentari e della Nutrizione, Dipartimento Giuridico.
- 1957: realizzazione del Piano Regolatore Generale di Gallipoli.
- 1957: realizzazione del Piano Regolatore Generale di Nardò.

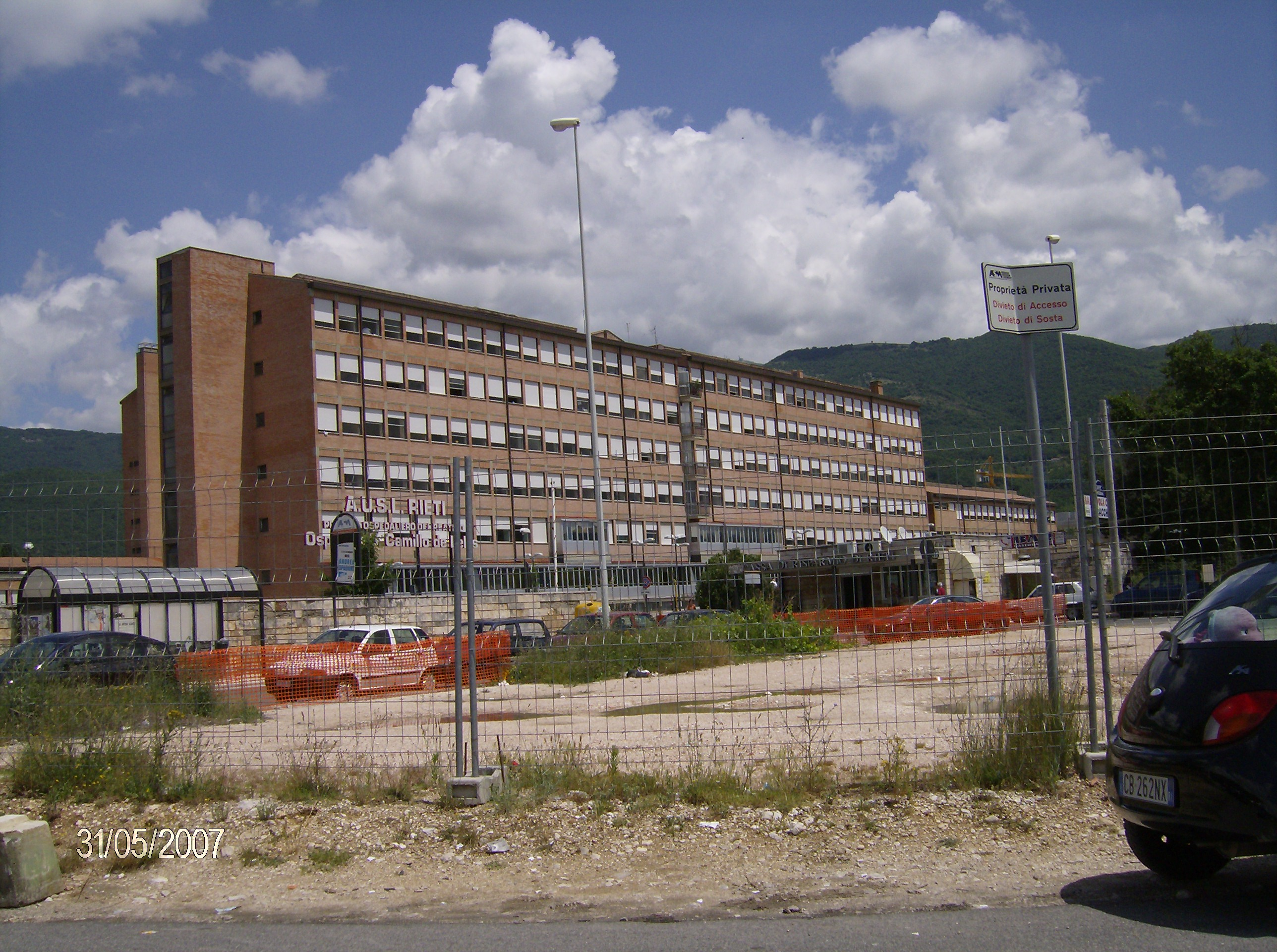
L'ospedale di Rieti (1961)

- 1961: Ospedale generale provinciale S. Camillo de Lellis di Rieti
- 1960-1963: Piani urbanistici e progetti architettonici per il Comprensorio della Tunisia del Nord (Arrondissement de Bizerte et Beja) su incarico del governo tunisino.
- 1962: nuovo Piano Regolatore Generale di Cassino.
- 1964-1967: Costruzione della chiesa di San Policarpo a Roma.